# ライオネル・クロニエ
ライオネル・クロニエ（Lionel Cronje、1989年5月25日 - ）は、ユナイテッド・ラグビー・チャンピオンシップシャークスに所属するラグビー選手。南アフリカ共和国出身。2017年から2022年までトヨタヴェルブリッツに所属していた。

## プロフィール
- 南アフリカ共和国ブルームフォンテーン出身。
- ポジションはスタンドオフ(SO)。
- 身長 185cm、体重 92kg
- 南アフリカA代表・U20南アフリカ代表に選ばれたことがある[1]。
- 世界選抜に選ばれたことがある[2]。

## 略歴
クイーンズカレッジボーイズ高校出身。
フリーステイト・チーターズ、ウェスタン・プロヴィンス、ストーマーズ、ブルー・ブルズ、ブランビーズ、シャークスを経て、キングスに所属。
2017年、トヨタ自動車ヴェルブリッツに加入。同年8月18日に行われたジャパンラグビートップリーグ第1節のヤマハ発動機ジュビロ戦に先発出場で日本での公式戦初出場を果たす。2022年5月退団。
2022年、シャークスに復帰。

## 受賞歴
- 2017-18 得点王